# Ягафаров, Азат Фердинандович
Азат Фердинандович Ягафаров (родился 4 апреля 1961, село Сарлы, Азнакаевский район, Татарская АССР, РСФСР, СССР) — российский политический деятель, член партии «Единая Россия», депутат Государственной думы VIII созыва с 2021 года.

## Биография
Азат Ягафаров родился в 1961 году в селе Сарлы (Азнакаевский район Татарской АССР). В 1984 году окончил Московский институт нефтехимической и газовой промышленности имени И. М. Губкина. В 1991 году защитил кандидатскую диссертацию по теме «Оценка экономической эффективности хозяйственных мероприятий в условиях самостоятельности нефтедобывающего объединения (на примере объединения „Татнефть“)». Работал на разных должностях в компаниях «Актюбанефть» и «Татнефть», в 2003 году стал заместителем генерального директора «ТатНефти». В 2021 году был избран в Государственную думу VIII созыва по одномандатному округу (стал депутатом от Альметьевского округа Татарстана).
Из-за поддержки российской агрессии и нарушения территориальной целостности Украины во время российско-украинской войны находится под персональными международными санкциями разных стран: всех государств Евросоюза, Великобритании, Швейцарии, США, Канады, Новой Зеландии, Японии.